# Faro Storoženskij
Il faro Storoženskij (in russo Стороженский маяк?, Storoženskij Majak), conosciuto anche come faro di Storožno, è un faro situato sulla sponda orientale del lago Ladoga, non lontano dalla foce del fiume Svir', nell'oblast' di Leningrado in Russia.

## Storia

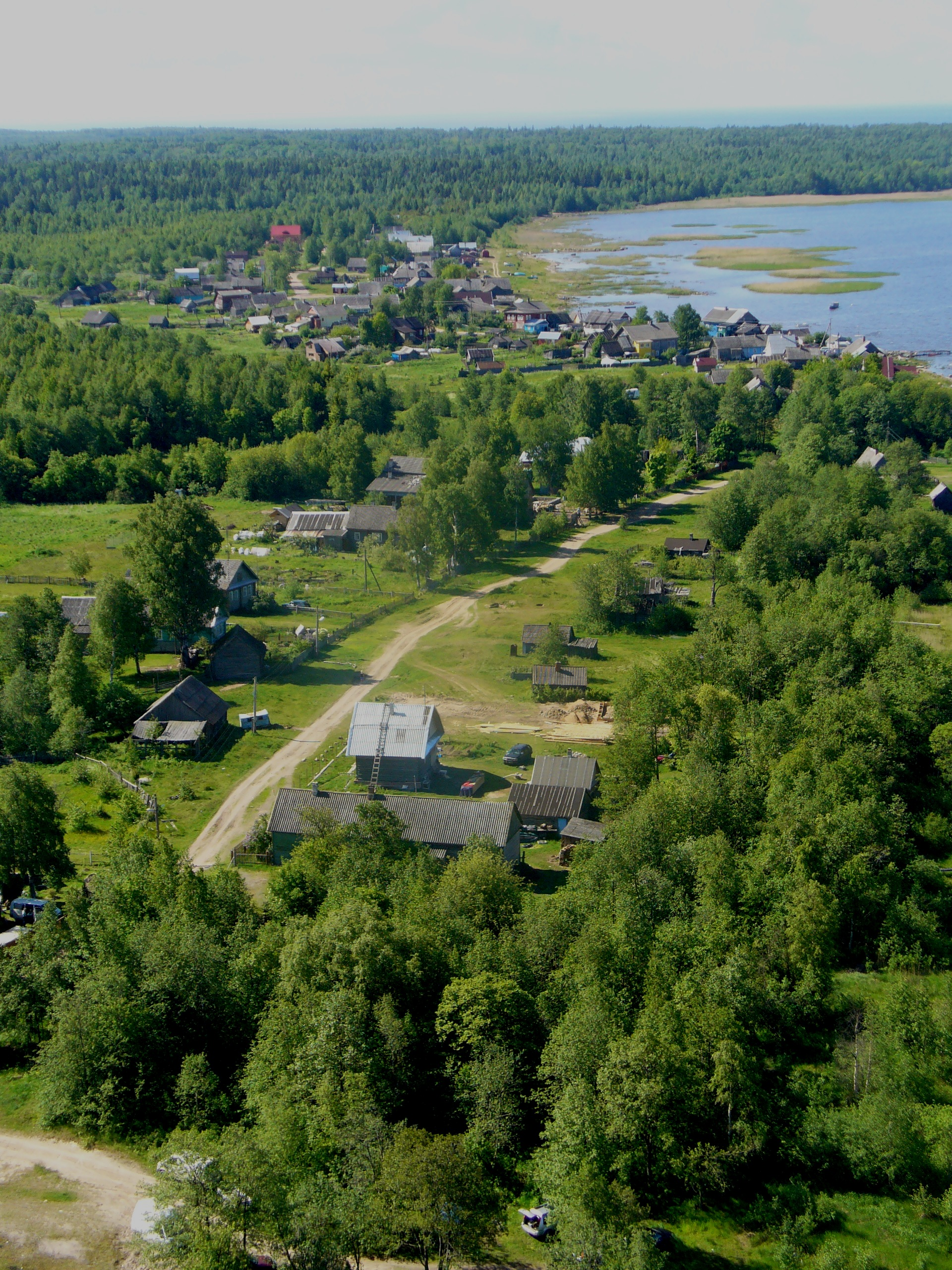
Il villaggio di Storožno visto dal faro

Un primo faro in questa zona del lago Ladoga, nei pressi del villaggio di Storožno, fu progettato nel 1799 dal maggiore François Sainte de Wollant, ingegnere di origine fiamminga curatore di diverse fortificazioni per l'impero russo, e completato nel 1800. Già un anno dopo però la struttura venne distrutta dal ghiaccio e, nonostante un tentativo di restauro, nel 1818 fu costruito al suo posto un nuovo faro, costituito da una struttura di cinque piani in legno.
Nel 1839 il nuovo faro in legno fu demolito e sostituito da una struttura in pietra, che divenne il primo faro in pietra sulle sponde del lago Ladoga.
Agli inizi del XX secolo venne decisa una riorganizzazione dei fari della parte meridionale del lago. Secondo il progetto iniziale la torre in pietra del faro di Storožno avrebbe dovuto essere innalzata in modo da ottenere un faro con una portata di 22 miglia nautiche. I muri del vecchio edificio risultarono però troppo deboli, e intorno al 1907 si decise quindi di realizzare una struttura completamente nuova, non molto distante da quella esistente. I lavori di costruzioni terminarono nel 1911.

## Descrizione

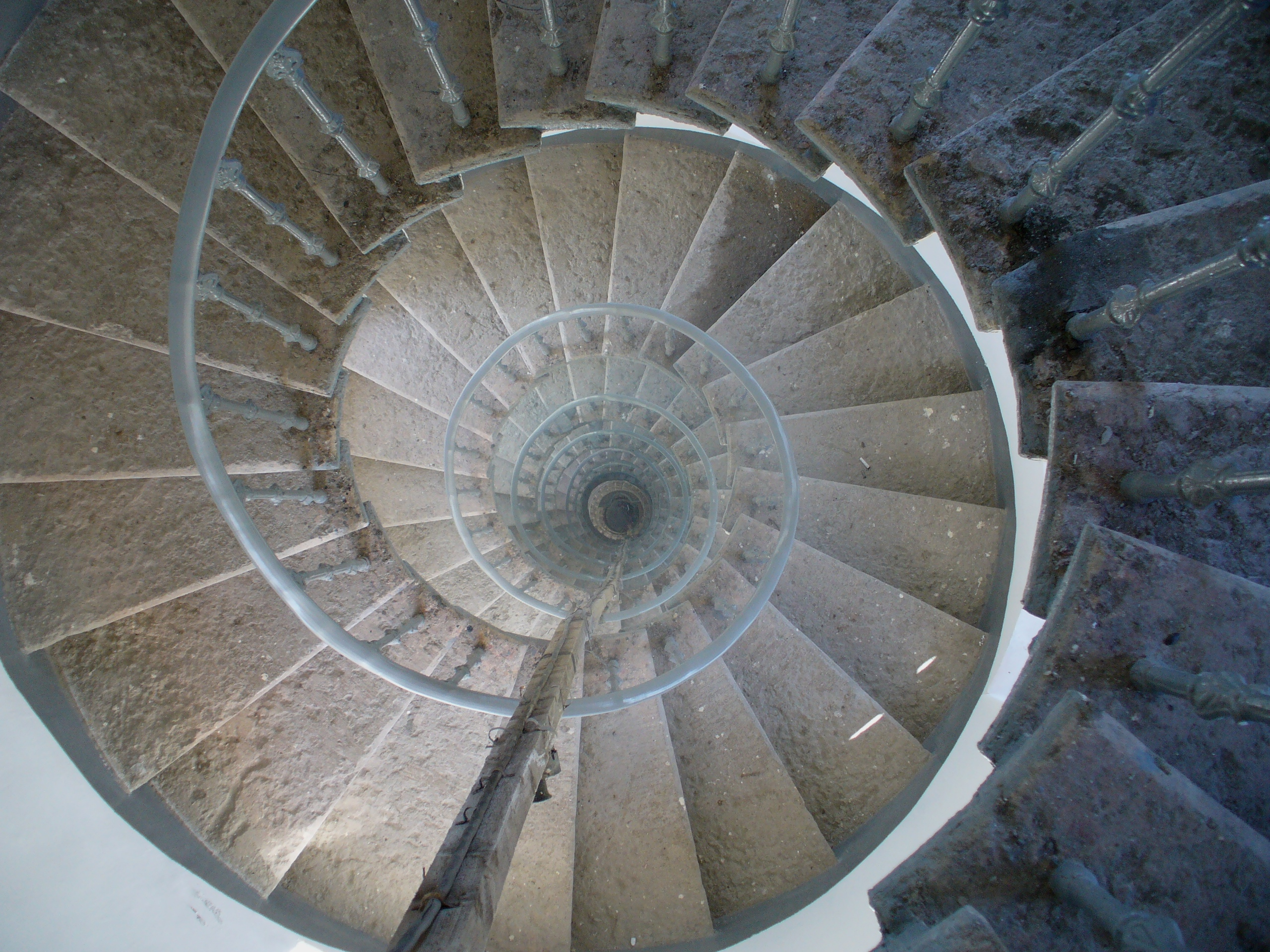
La scala a chiocciola all'interno del faro

Il faro è costituito da una torre in pietra a base circolare alta 71 metri, che termina con una lanterna con altezza focale di 76 metri. Alla base le pareti raggiungono i due metri di spessore.
È il settimo faro tradizionale più alto al mondo, e il quarto tra quelli costruiti in pietra, alle spalle del faro dell'Île Vierge, della Lanterna di Genova e del faro di Gatteville in Normandia.
La torre è dipinta a strisce bianche e rosse e rinforzata con alcuni anelli di ferro. Per raggiungere la sommità è necessario salire una scala a chiocciola di 399 gradini.
Il faro è il gemello del faro Osinoveckij, di un metro più basso, costruito anch'esso nei medesimi anni sul lago Ladoga.